# Julius von Horst

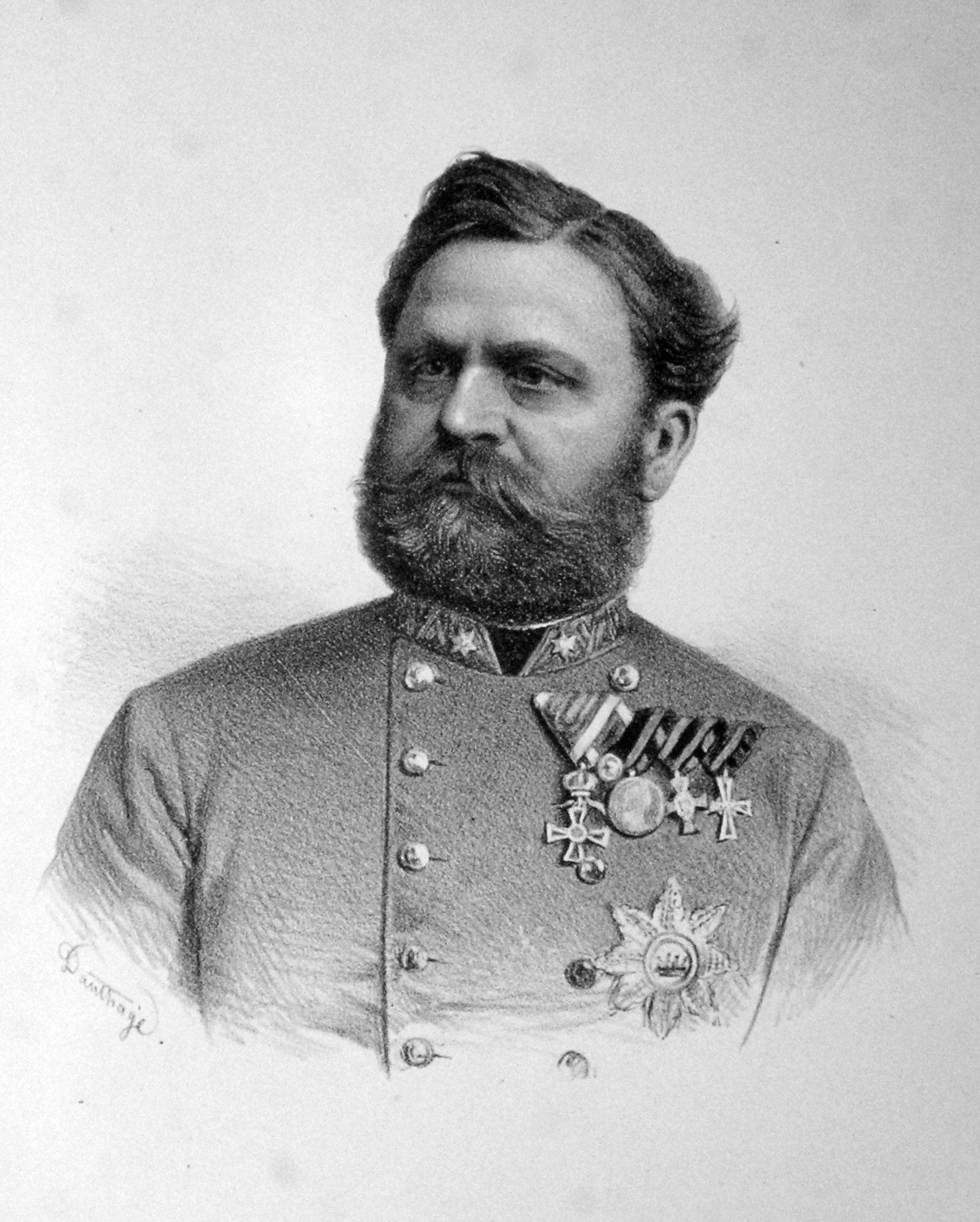
Julius von Horst, Lithographie von Adolf Dauthage, um 1875

Julius Joachim Ludwig Freiherr von Horst (* 12. April 1830 in Hermannstadt, Siebenbürgen; † 6. Februar 1904 in Graz/Steiermark) war ein österreichischer Generalmajor und Staatsmann.
Horst trat 1844 als Kadett in die österreichische Armee ein und wurde 1846 Offizier. Nach dem Deutschen Krieg 1866, der für das Kaisertum Österreich so verheerend ausfiel, legte Horst in einer Denkschrift einen Plan zur Reorganisation des österreichischen Heeres nach preußischem Muster vor. Er wurde daraufhin in die Organisationskommission in Wien berufen, später gehörte er auch dem Marschallsrat an. Der Kriegsminister Freiherr von Kuhn beauftragte Horst mit der Ausarbeitung und später auch mit der parlamentarischen Vertretung der Gesetzentwürfe, die sich mit der Heeresreform befassten.
Horst wurde 1871 Minister für die Landesverteidigung, 1873 wurde er zum Geheimrat ernannt und 1877 in den Freiherrenstand erhoben.
Am 25. Juni 1880 trat Horst als Minister zurück, da er die vom Innenministerium eingeschlagene Richtung nicht billigte. Er verzichtete auch auf sein Mandat im Reichsrat. Er ist auf dem St.-Leonhard-Friedhof in Graz beigesetzt.